# Kawkab, Hama
Kawkab (tiếng Ả Rập: كوكب) còn được gọi là Kokab là một ngôi làng Syria nằm trong tiểu khu Suran ở quận Hama. Theo Cục Thống kê Trung ương Syria (CBS), Kawkab có dân số 1.639 người trong cuộc điều tra dân số năm 2004.